# Stelis pauloensis
Stelis pauloensis là một loài thực vật có hoa trong họ Lan. Loài này được Hoehne & Schltr. miêu tả khoa học đầu tiên năm 1921.